# Andrea Dandolo
Andrea Dandolo (30 aprile 1306 – Venezia, 7 settembre 1354) è stato un politico e diplomatico italiano, 54º doge della Repubblica di Venezia dal 1343 fino alla sua morte.

## Biografia

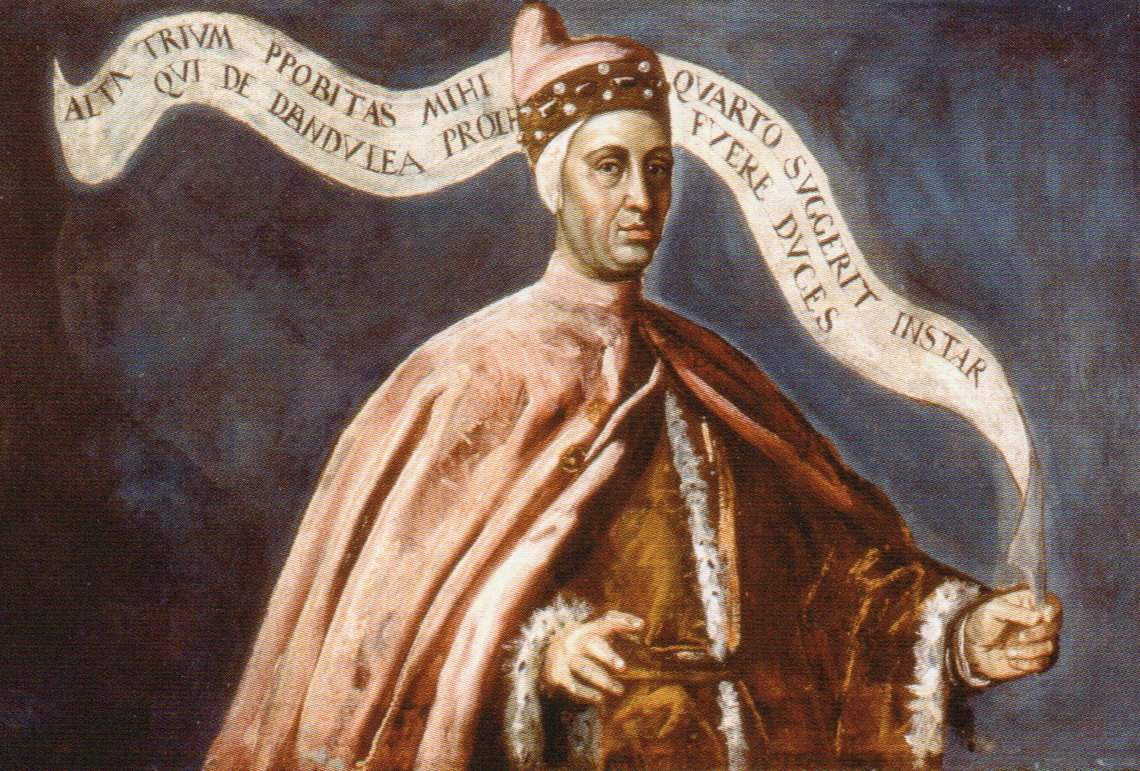
Doge Andrea Dandolo ritratto nella sala del Maggior Consiglio di Palazzo Ducale

Proveniente dalla famiglia dei Dandolo, tra le più illustri del patriziato veneziano, aveva iniziato molto presto a ricoprire cariche pubbliche. Divenne infatti Procuratore di San Marco già nel 1331.
Dopo aver conseguito il dottorato a Padova, primo Doge veneziano a laurearsi, era stato professore di diritto all'Università di quella città e Podestà di Trieste nel 1336, ed era diventato così popolare a Venezia (per la sua grazia aveva meritato di soprannome di "Cortese") che nel 1339, quando aveva solo 32 anni, si pensò di eleggerlo Doge. Giunse comunque quattro anni più tardi alla magistratura suprema, ad un'età insolitamente precoce. 
Le qualità giustificavano una tale eccezione senza precedenti.
Era amico personale di Francesco Petrarca e lui stesso scrisse numerose opere letterarie quali raccolte di Statuta, atti diplomatici, cronache (nota in particolare è la sua Cronaca estesa).
Si sposò con Francesca Morosini vivendo però con essa un rapporto piuttosto travagliato tanto che essa, dopo una visita di stato di Isabella Fieschi, moglie di Luchino Visconti signore di Milano, a cui, secondo lei, il doge aveva riservato troppe attenzioni, decise di farsi seppellire lontano da lui.

## Dogato

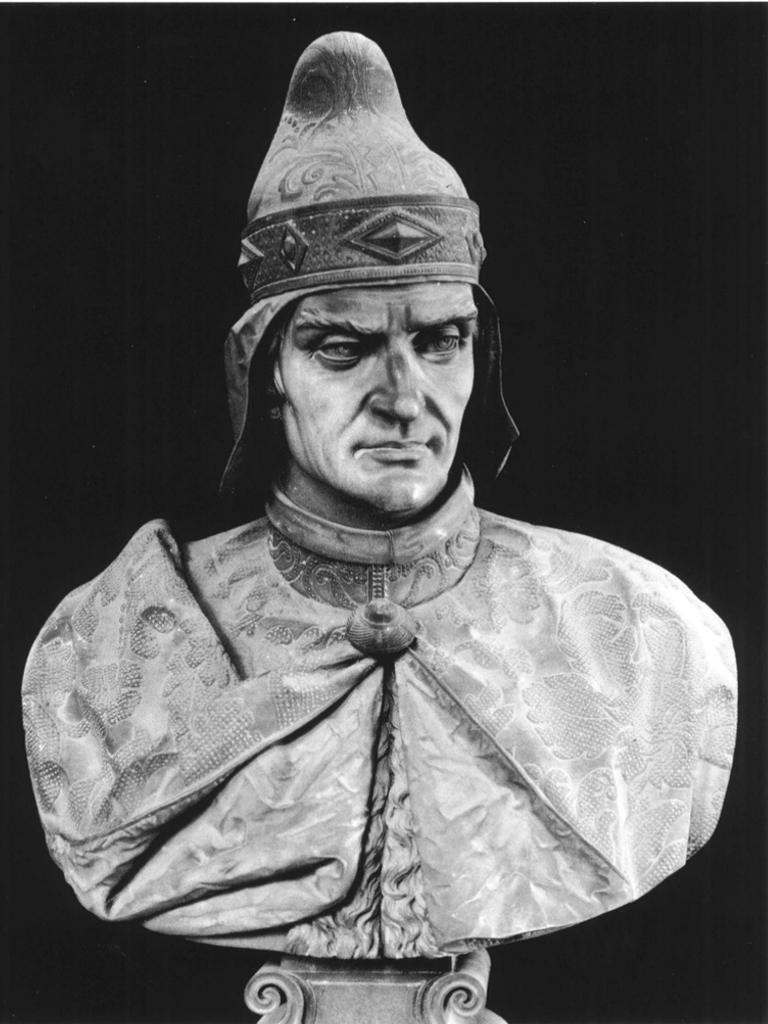
Andrea Dandolo, opera di Lorenzo Moretti Larese del 1861. Il busto fa parte del Panteon Veneto, conservato presso Palazzo Loredan

Con questi alti requisiti il Dandolo riuscì a farsi eleggere doge al sesto scrutinio il 4 gennaio 1343.
Dandolo si occupò di scrivere un testo storico chiamato Cronaca  in cui la storia di Venezia è presentata in modo da dimostrare che tutta l'attività di Venezia è sempre stata improntata alla giustizia.
Il benessere di Venezia permetteva all'economia di volare ma il destino era in agguato: dal 1348 si diffondeva la peste nera che colpiva tra le prime città proprio Venezia mietendo vittime (75% della popolazione) e provocando danni economici immensi.
In questo periodo in politica estera le cose non migliorarono, anzi.
Tra il 1345 e il 1346 Zara si ribellò e venne ripresa solo grazie all'abilità del futuro doge Marino Faliero.
Dal 1353 poi, nonostante il tentativo di mediazione del Petrarca, ripresero le ostilità contro Genova; le dure battaglie e le reciproche sconfitte costrinsero i due contendenti ad allearsi con i potenti della terraferma italiana, cosicché una piccola guerra si trasformò in guerra totale.
La guerra degli Stretti fece rompere il lungo rapporto d'amicizia tra il Dandolo ed il Petrarca dopo che il primo accusò il secondo di esser troppo a favore dei Visconti, suoi mecenati ed alleati di Genova.
L'atmosfera familiare, molto tesa, e quella politico-economica probabilmente influenzarono in modo determinante lo spirito del Dandolo che, nonostante la giovane età, era roso dalla stanchezza e dall'amarezza.
I genovesi il 4 novembre 1354 vinsero la battaglia di Sapienza che segnò la guerra in loro favore: all'epoca, il Dandolo era però già morto, secondo alcuni di crepacuore, il 7 settembre 1354.
Il suo amico Petrarca, nonostante la freddezza dei loro rapporti negli ultimi tempi, lo rimpianse a lungo come uomo e come umanista.